# Bengt Nilsson (Färla)
Bengt Nilsson, av Färlaätten, död 1 maj 1546, var riksråd under Gustav Vasa, herre till Bergshammar, Fogdö socken i Södermanland.

## Biografi
Bengt Nilsson nämns för första gången 1518. Han var son till fogden Nils Karlsson i Åkers härad och Anna Filipsdotter.
Var tillsammans med bland andra Gustav Vasa en av Kristian II:s gisslan som hamnade i dansk fångenskap 1518. Han blev dubbad till riddare vid kung Gustavs kröning 12 januari 1528 och blev medlem av riksrådet 1529. Gift samma år med Bengta Åkesdotter, dotter till Åke Göransson (Tott), varmed säteriet Eka i Uppland kom i hans ägo.
Bengt Nilsson var en ogärningsman som begick en rad brott, som boskapstöld, misshandel och dråp. 1542 dräpte han sin egen hustru. Herr Bengt bestraffades med att avsättas som riksråd, vilket skedde senast 1544, och han förlorade även några gods.

### Egendom
Han fick 2 januari 1527 Lovsta socken, Hållnäs socken och Valö socken i förläning.

### Familj
Bengt Nilsson gifte sig omkring 17 augusti 1529 med Bengta (död 1542), dotter av riddaren Åke Jöransson (Tott) och Märta Bengtsdotter (tillbakaseende Ulv). De fick tillsammans barnen Kristina Bengtsdotter (död 1560) som var gift med riksrådet och friherren Karl Holgersson Gera och riddaren och riksrådet Åke Bengtsson (Färla) (död 1578).